# Aspidogyne lindleyana
Aspidogyne lindleyana es una orquídea terrestre originaria de los trópicos de Sudamérica.

## Descripción
Es una orquídea de tamaño mediano, que prefiere un clima fresco con hábito creciente terrestre con un tallo con hoja elíptica, aguda, estrechándose gradualmente abajo y unidas en la base. Florece a finales del invierno y principios de la primavera en una inflorescencia erecta terminal, de 10 cm de largo, con muchas flores con brácteas florales lanceoladas, agudas, más cortas que las flores.

## Distribución y hábitat
Se encuentra en Brasil en la Mata Atlántica y Argentina. 

## Taxonomía
Aspidogyne lindleyana fue descrita por (Cogn.) Garay y publicado en Bradea, Boletim do Herbarium Bradeanum 2: 202. 1977.
Etimología
Aspidogyne: nombre genérico que viene del griego aspis, "escudo", y gyne, "hueco", con referencia a los grandes márgenes de curvas de sus flores, que se asemejan a un escudo.
lindleyana: epíteto otorgado en honor del botánico John Lindley.
Sinonimia
- Erythrodes lindleyana (Cogn.) Ames
- Physurus lindleyanus Cogn.
- Physurus lindmanii Kraenzl.[5][6]